# Don : La Chasse à l'homme
Pour les articles homonymes, voir Don.
Série
Don 2
(2011)
Pour plus de détails, voir Fiche technique et Distribution.
Don : La Chasse à l'homme (Don) est un film indien réalisé par Farhan Akhtar, sorti en 2006.
Le rôle principal est tenu par Shahrukh Khan, entouré de Priyanka Chopra et Boman Irani. C'est la reprise d'un des plus grands succès du cinéma indien des années 1970, Don, réalisé par Chandra Barot avec Amitabh Bachchan.

## Synopsis
Don (Shahrukh Khan) est le chef d'un gang international réputé insaisissable basé à Kuala Lumpur. Dans sa traque, la police malaisienne est aidée par des collègues indiens et tout particulièrement par l'officier de police D'Silva. Après plusieurs tentatives, il réussit enfin à affronter Don, qu'il blesse grièvement et fait transporter dans un hôpital à l'insu de sa hiérarchie. Il se rappelle avoir rencontré lors d'une autre affaire un chanteur des rues qui ressemblait beaucoup à Don, Vijay. Il retrouve Vijay qui élève Dipu, un enfant qu'il a recueilli. Il propose à Vijay de prendre la place de Don, en échange, il placera le jeune garçon dans la meilleure école de Kuala Lumpur. Vijay accepte, et D'Silva organise son "retour" à la place de Don. Vijay prétendra avoir perdu la mémoire pour se faire accepter de l'entourage de Don sans éveiller les soupçons.
La substitution est un succès, Vijay réussit à récupérer un disque qui contient des informations sur le trafic et l'organisation du gang qu'il doit remettre à D'Silva. Mais lors de l'opération, D'Silva est tué, alors qu'il est le seul à connaître la véritable identité de Vijay ; celui-ci va devoir prouver sa bonne foi à la police et éviter les représailles de ses comparses.
Cependant, dans un dernier retournement (contraire au scénario du film de 1978), on découvre que Don a en réalité tué Vijay et pris sa place lors de leur séjour à l'hôpital, et il réussit à prendre la fuite.

## Fiche technique
- Titre original : Don
- Titre français : Don : La Chasse à l'homme
- Réalisation : Farhan Akhtar
- Scénario : Farhan Akhtar d'après Javed Akhtar et Salim Khan
- Photographie : K.U. Mohanan
- Montage : Neil Sadwelkar et Anand Subaya
- Musique : Shankar Mahadevan, Loy Mendonsa et Ehsaan Noorani
- Cascades : Angelo Sahin
- Production : Ritesh Sidhwani et Farhan Akhtar
- Pays d'origine :  Inde
- Langue originale : hindi
- Format : couleur - 35 mm - 1,85:1 - son Dolby Digital
- Genre : Action
- Durée : 178 minutes
- Date de sortie : 
  -  Inde : 20 octobre 2006
  -  France : 23 octobre 2006
  -  Suisse : 7 juillet 2007 (Festival international du film fantastique de Neuchâtel)

## Distribution
- Shahrukh Khan : Don / Vijay
- Priyanka Chopra (VF : Barbara Beretta) (VQ : Catherine Bonneau) : Roma
- Boman Irani : DCP DeSilva
- Arjun Rampal : Jasjit (J. J.)
- Kareena Kapoor : Kamini
- Isha Koppikar : Anita
- Tanay Chheda : Dipu

 Source et légende : version française (VF) sur RS Doublage

## Production

### Scénario
Farhan Akhtar écrit le scénario en collaboration avec son père, Javed Akhtar, auteur avec Salim Khan de la version de 1978, ce qui lui confère une certaine légitimité dans la difficile tâche de faire le remake d'un des plus gros succès des années 1970.
La première partie du film est fidèle à l'original tandis que la seconde prend ses distances, le personnage de Don y étant plus développé au détriment de celui de Vijay. En outre, les scénaristes introduisent plusieurs retournements de situation dont le coup de théâtre final.
Mais le changement le plus important se situe dans la métamorphose de l'environnement : en trente ans l'Inde et le monde du crime sont entrés dans la mondialisation. Don est devenu un mafieux dont les activités s'étendent à toute la planète à l'image de Dawood Ibrahim ou Chotta Rajan, vrais parrains de Bombay qui dirigent leurs gangs, qu'ils appellent "Company", depuis Dubaî ou Bangkok. Le film en retire une tonalité sombre et ambiguë où la frontière est mouvante entre le bien et le mal, les bons et les méchants.

### Réalisation
Les plans courts et le travail de montage de Neil Sadwelkar et Anand Subaya donnent au film un rythme rapide et une grande énergie malgré quelques ralentissements. Lorgnant parfois vers James Bond ou Mission impossible, les scènes d'actions sont réalisées avec efficacité : poursuite en voiture, bagarre au corps à corps, combat dans une chute libre depuis un avion, enlèvement avec motos et hélicoptère.
Le film ne comporte que peu de scènes en Inde, il est tourné essentiellement en Malaisie, la scène d'ouverture se situant à Paris. Les décors, recherchés et chics, sont mis en valeur par la précision du cadrage.

### Musique
Le film contient huit chansons composées par Shankar-Ehsaan-Loy, écrites par Javed Akhtar et chorégraphiées par Farah Khan, Prabhu Deva, Saroj Khan, Ganesh Hegde et Rajeev Soorti. Yeh Mera Dil et Khaike Paan Banaraswala sont des reprises de chansons du film de 1978.
- Main Hoon Don interprétée par Shaan
- Yeh Mera Dil interprétée par Sunidhi Chauhan
- Maurya Re interprétée par Shankar Mahadevan
- Khaike Paan Banaraswala interprétée par Udit Narayan, Shahrukh Khan (partie parlée)
- Aaj Ki Raat interprétée par Alisha Chinoy, Mahalaxmi Iyer, Sonu Nigam
- Thème de Don instrumental
- Don revisité interprétée par MIDIval Punditz
- Main Hoon Don (mix) interprétée par DJ Randolph

Dans Slumdog Millionaire (Dany Boyle, 2008), alors que des personnages regardent Don à la télévision, on peut entendre la chanson Aaj Ki Raat.

## Accueil

### Critique et publique
Les critiques indiens ont fraîchement accueilli Don: The Chase Begins Again préférant la version de 1978, tant du point de vue du scénario que de l'interprétation.[réf. nécessaire]

### Box-office
Le public apprécie le film qui se hisse à la 5e place du box office indien.

## Analyse

### Interprétation
Le film repose en grande partie sur Shahrukh Khan. Bien que la majorité des critiques préfèrent l'interprétation d'Amitabh Bachchan, ils apprécient sa performance dans le personnage de Don. En effet, Shahrukh Khan créé avec une grande justesse un criminel ambitieux et cruel qui tue sans remords mais toujours avec panache et élégance, répétant avec délectation : « Don ko pakarna muskil hi nahi, namumkin hai (Attraper Don n’est pas seulement difficile, c’est impossible) ».
Le second pivot du film est Boman Irani. Disposant d'un rôle essentiel au développement de l'intrigue, il compose un officier de police crédible. De stature massive, aussi dépourvu de glamour que Shahrukh Khan est flamboyant, il tient tête à la star, sachant se montrer tour à tour persuasif, décidé mais également inquiétant dans sa ténacité sans faille.
Priyanka Chopra qui, de même que Shahrukh Khan, a suivi un entraînement aux arts martiaux, est à la hauteur dans les scènes physiques mais l'ensemble de sa prestation est fade et plutôt décorative, tout comme les autres personnages féminins, Isha Koppikar et Kareena Kapoor dans une courte apparition.